# Fisker Karma
El Fisker Karma es un sedán deportivo de lujo eléctrico de autonomía extendida o híbrido serie enchufable, comercializado por Fisker Automotive y fabricado por Valmet Automotive en Finlandia entre 2011 y 2012. Dispone de 4 plazas. En el año 2016 se le renombró como Karma Revero. 
Los precios en los EE. UU. iban desde los 102.000 USD para el modelo básico hasta los 116.000 USD para el modelo superior.
Tiene 80 kilómetros de autonomía en modo eléctrico (EPA) y 482 km de autonomía total. Tarda en cargarse 3 horas en un enchufe de 220 V.

## Historia

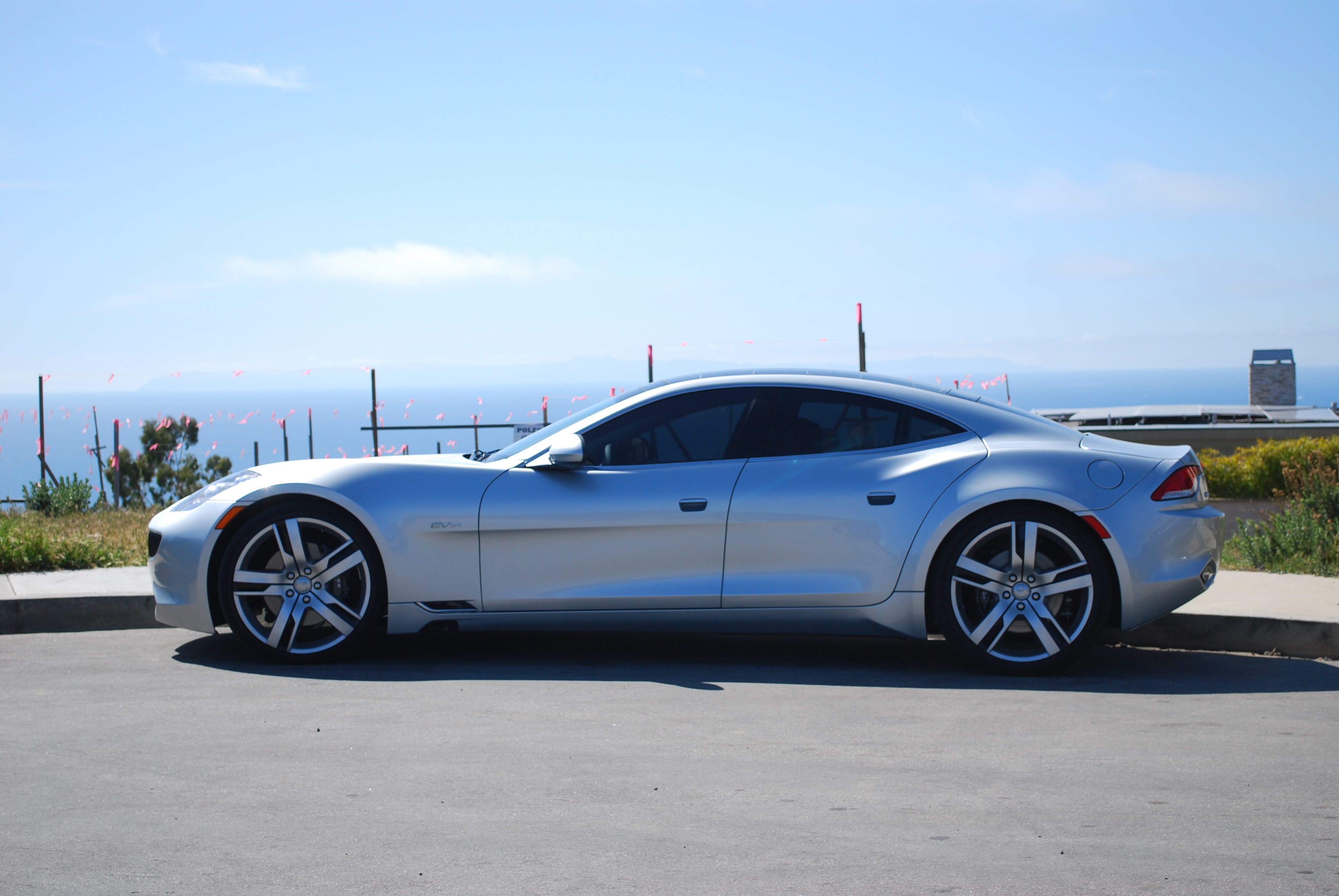
Fisker Karma en marzo de 2012

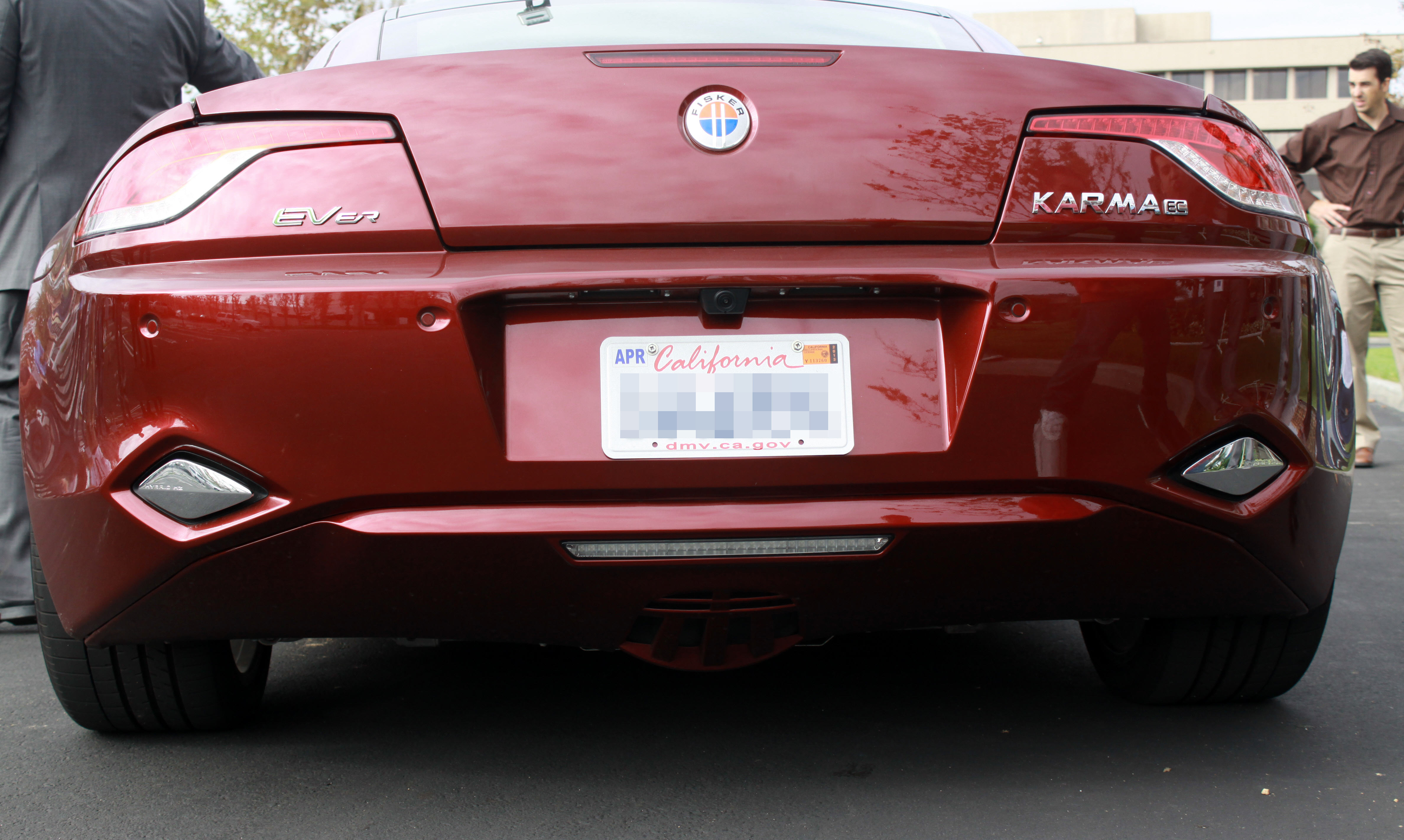
Fisker Karma en octubre de 2012

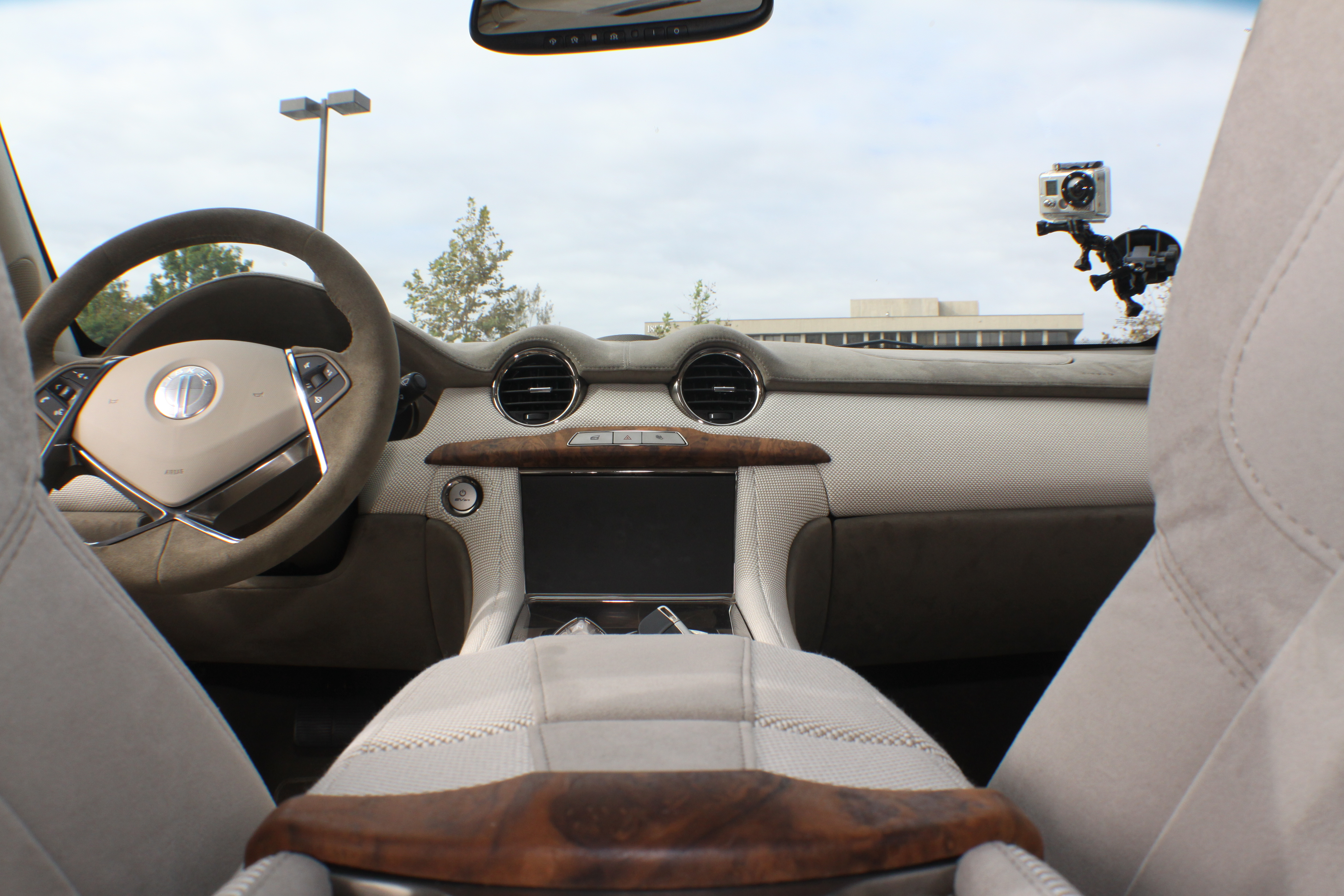
Interior.

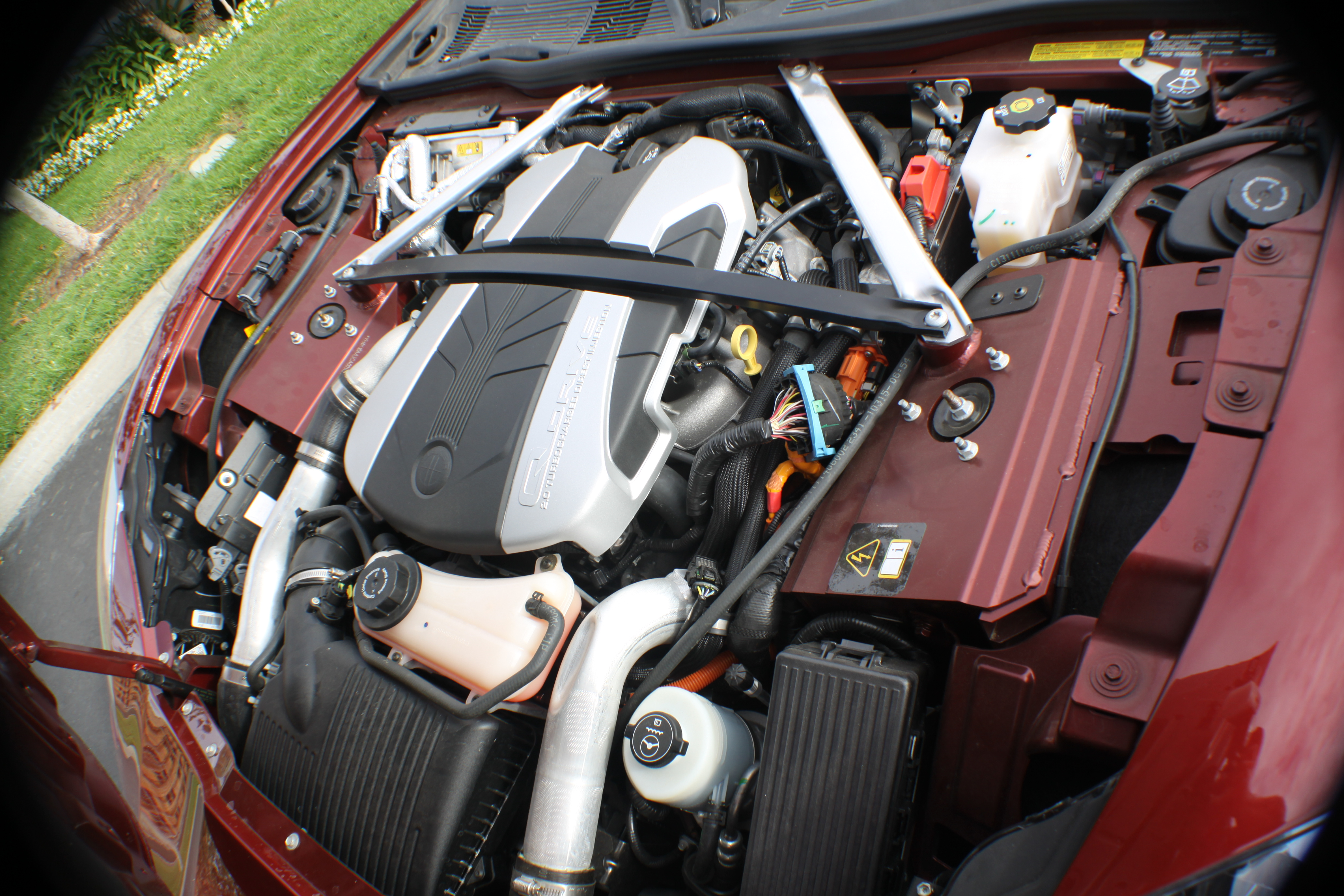
Motor de gasolina que actúa como generador eléctrico.

En agosto de 2007 se fundó Fisker Automotive, Inc. Los fundadores fueron Henrik Fisker, Bernhard Koehler y Quantum Technologies.
El Fisker Karma se presentó en 2008 en el Salón del Automóvil de Detroit. Es el primer automóvil de Fisker Automotive, una empresa con sede en Anaheim, California.
La producción comenzó en julio de 2011, y las dos primeras entregas tuvieron lugar en los Estados Unidos el 26 de julio de 2011. En octubre de 2011, fue la primera entrega en el Reino Unido del Karma. Fue subastado en beneficio de Pratham Reino Unido y planteó una oferta de GB£140.000 (unos 220.000 dólares).
En abril de 2008 Tesla Motors demandó a Fisker por robo de propiedad intelectual y tecnología.
En enero de 2009 Tesla fue condenada a pagar más de 1,1 millones de USD en costas judiciales.
En septiembre de 2009 Fisker recibió un préstamo condicionado de 528,7 millones de USD del programa Advanced Technologies Vehicle Manufacturing Loan Program del Department of Energy de Estados Unidos.
En octubre de 2009 anunció los planes para tomar el control de planta Boxwood Road Plant (antigua propiedad de General Motors) en Wilmington, Delaware para la producción de sus vehículos.
En mayo de 2011 el gobierno de Estados Unidos congeló la línea de crédito de Fisker después de determinar que la compañía no había cumplido los hitos y condiciones del préstamo.
En febrero de 2012 se nombró CEO a Tom LaSorda y Henrik Fisker se convirtió en Executive Chairman (presidente ejecutivo).
En abril de 2012 Fisker anunció que había recaudado 392 millones de USD en una ronda de financiación.
En julio de 2012 Fisker canceló su producción. Contrató a Evercore Partners para que buscara nuevos inversores.
En agosto de 2012 Tony Pasawatz reemplazó como CEO a Tom LaSorda.
En marzo de 2013 Henrik Fisker abandonó su propia compañía por desacuerdo en la gestión. Fisker Automotive, Inc contrató a una firma de abogados para preparar la posible bancarrota.
En abril de 2013 Fisker despidió el 75% de su plantilla.
En octubre de 2013 Hybrid Technology LLC compró la deuda del préstamo del gobierno tras aplicar una importante quita.
En noviembre de 2013 Fisker se declaró en bancarrota (Chapter 11 Bankruptcy). Al día siguiente Fisker aceptó salir a subasta bajo la supervisión y aprobación judicial.
En febrero de 2014 el juzgado aprobó la subasta entre Wanxiang America Corp. y Hybrid Technology, LLC, Wanxiang resultó ganadora en la subasta con una puja de 149,2 millones de USD, la promesa verbal de reiniciar la producción y consiguiendo una parte significativa de las acciones.

## Especificaciones

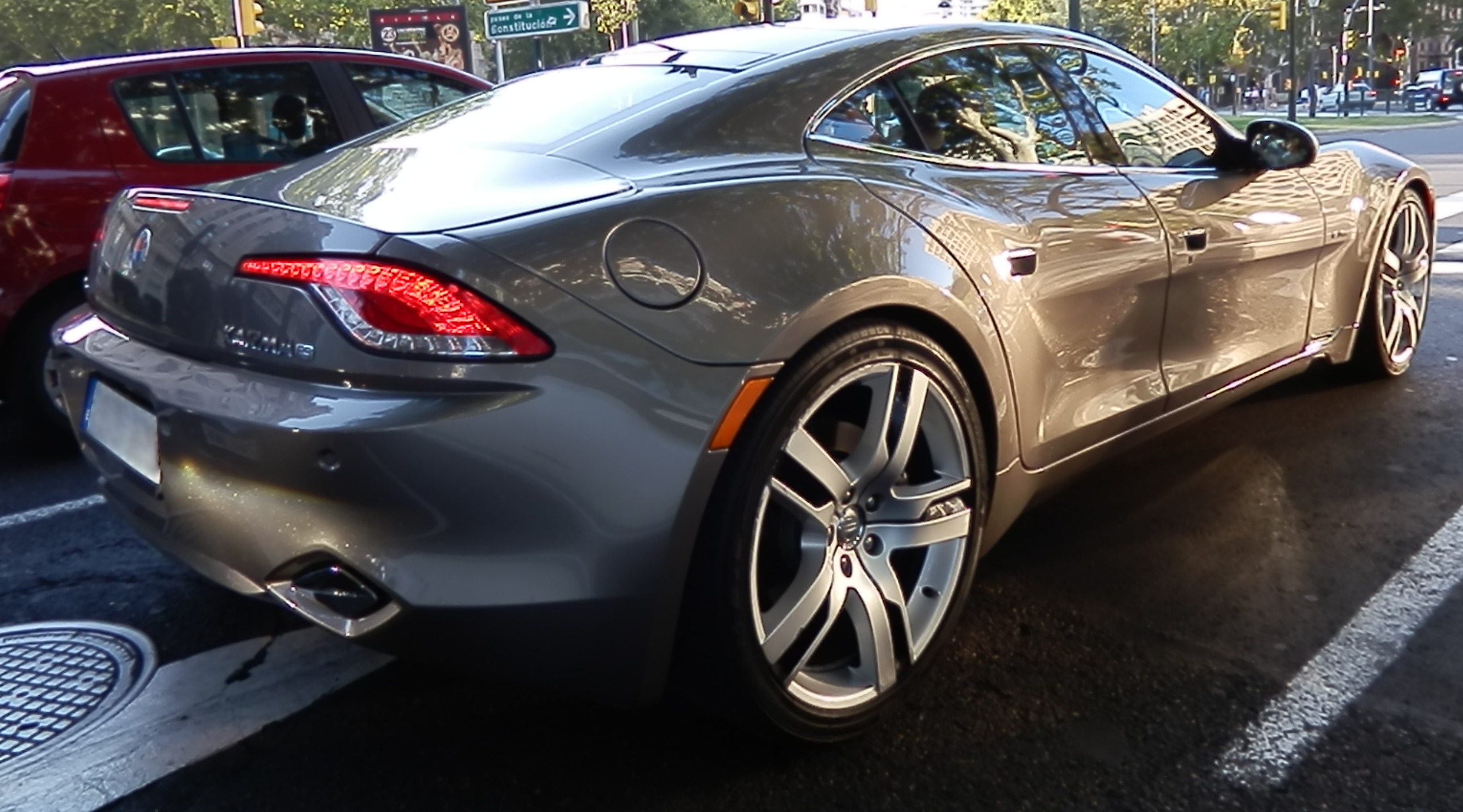
Fisker Karma.

El Karma es un híbrido serie puro propulsado desde el eje trasero por dos motores eléctricos de 120 kW (163 CV) cada uno que reciben la energía de una batería de iones de litio de 20,1 kWh fabricada por A123 Systems y/o de un motor generador alimentado por gasolina. El paquete de baterías va situado en el centro del coche entre los asientos derechos e izquierdos por lo que solo dispone de 4 plazas, siendo las traseras bastante pequeñas.
Cuando la batería está agotada o cuando el conductor aprieta el botón Sport el motor delantero de gasolina de 260 HP (264 CV) y 4 cilindros en línea con 2,0 litros de inyección directa y turboalimentado Ecotec actúa generando electricidad para los motores eléctricos. El motor de gasolina está fabricado por General Motors.
Los motores eléctricos son los únicos que propulsan las ruedas y el motor de gasolina solo actúa de generador eléctrico.
El sistema de propulsión híbrido Q-Drive está fabricado por Quantum Technologies, que opera como una joint venture con Fisker Coachbuild conocida como Fisker Automotive.
El peso del Karma es de 5300 lb (2404 kg).
El Karma incluye de serie un techo solar fabricado por Asola Advanced and Automotive Solar Systems GmbH, una filial de Quantum Technologies, que sirve para recargar la batería de 12 Voltios de ácido y plomo, que alimenta los accesorios.
Tiene un sistema de alerta para peatones que emite sonido desde dos altavoces situados en el paragolpes.
El sonido se emite automáticamente solo si el coche está en modo eléctrico y circulando a menos de 25 mph (40 km/h).
El maletero tiene una capacidad de 195 litros.
Incorpora una pantalla táctil resistiva con respuesta háptica (haptic feedback) de 10,2 pulgadas.
Tiene dos modos de conducción: Stealth (solo eléctrico) y Sport.
El freno regenarativo tiene dos modos: Hill Mode 1 y Hill Mode 2 con más retención.
Cuando se aprieta el pedal del freno se activa el freno regenerativo únicamente hasta 0,25g y a partir de esa deceleración también se activan los frenos de disco.

### Prestaciones
Los dos motores eléctricos producen cada uno 120 kW (163 CV), y 479 N·m de par motor máximo.
Tiene una velocidad máxima de 125 mph (201 km/h) y puede acelerar de 0 a 60 mph (97 km/h) en 6,3 segundos.

### Consumo y autonomía

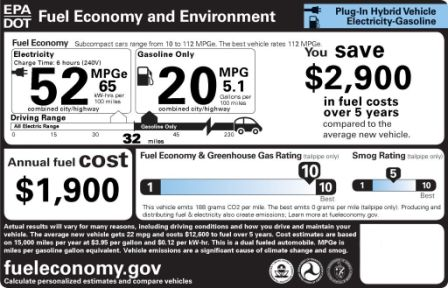
Etiqueta EPA del Fisker Karma de 2012

La Environmental Protection Agency (EPA) informó que la autonomía en modo solo eléctrico era de 32 mi (51 km) en el ciclo de 5 pruebas usando varias condiciones de conducción y de temperatura. El consumo de energía estimado fue de 65 kWh por cada 100 mi (161 km), (1.462 kJ/km).
La autonomía total con un depósito de gasolina lleno y la batería totalmente cargada fue de 230 mi (370 km).
La autonomía oficial EPA de consumo mixto en modo solo eléctrico fue de 52 millas por galón equivalente de gasolina (4,5 l gasolina equivalente/100 km; 62 mpg-imp gasolina equivalente).
La autonomía oficial EPA de consumo mixto en modo solo gasolina fue de 20 mpg (11,8 l/100 km).
El Technischer Überwachungsverein|Technical Inspection Association TÜV alemán realizó pruebas independientes y concluyó que el Fisker Karma tiene una autonomía en modo eléctrico de 83 km.
TÜV afirmó que en modo Sport con el motor de gasolina generando electricidad para mantener la carga de las baterías el consumo fue de 26 mpg (9,2 l/100 km). El consumo mixto fue de 112 mpg-e (2,1 l/100 km equivalente) y el nivel de emisiones fue de 51 g/km CO2.

### Neumáticos

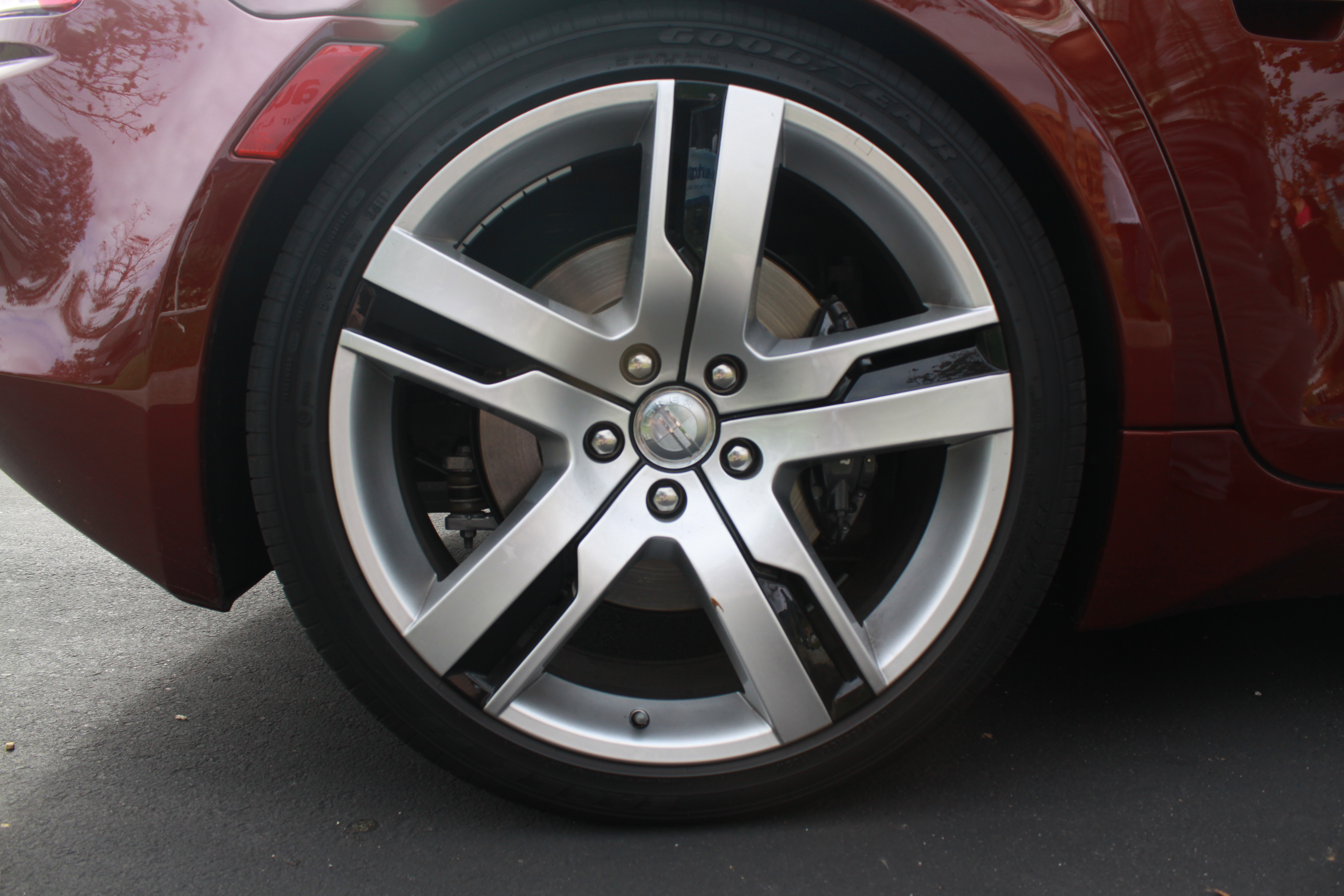
Rueda del Fisker Karma.

De serie lleva llantas de 22 pulgadas.
Monta neumáticos de dimensiones diferentes en los ejes delantero y trasero.
Eje delantero: 255 35 R22 99 W y 2,8 bar de presión.
Eje trasero: 285 35 R22 99 W y 2,5 bar de presión.

## Prueba deConsumer Reports
El 7 de marzo de 2012 la revista Consumer Reports compró de forma anónima un Fisker Karma por 107.850 USD y lo llevó a la pista de pruebas que tiene en Connecticut. Con menos de 200 millas (322 km) en el cuentakilómetros estaban realizando una calibración del velocímetro previa a la prueba en pista cuando el coche se averió y no pudo ser arrancado.

‘We buy about 80 cars a year and this is the first time in memory that we have had a car that is undriveable before it has finished our check-in process.‘
‘Compramos unos 80 coches al año y esta es la primera vez que un coche se avería antes de haber realizado la prueba.’

El fallo estaba en una batería defectuosa debida a un mal alineamiento de un robot de soldadura en la factoría de A123 que fabrica las baterías. La batería se cambió en una semana. A123 reemplazó las baterías defectuosas por un coste de 55 millones de USD. La garantía del Karma se extendió en Estados Unidos a 60 meses o 60.000 millas.

## Problemas con Tesla
Tesla Motors contrató a Fisker Coachbuild para el desarrollo de parte del Tesla Model S. El trabajo realizado estaba por debajo de la calidad demandada y no fue usado por Tesla. El 14 de abril de 2008 Tesla Motors demandó a Fisker Automotive alegando que Henrik Fisker robó tecnología del Model S y la estaba usando para el desarrollo del Karma. El 4 de noviembre de 2008 CNET News anunció que Tesla Motors retiraría la demanda contra Fisker. Un comunicado de prensa de Fisker Automotive afirmó que Tesla fue condenada a pagar 1.144.285 USD en costas.

## Llamadas a taller
En diciembre de 2011 Fisker llamó a taller a 239 Karmas debido al riesgo de que la batería se incendiara por una pérdida de refrigerante. El problema lo descubreron trabajadores de la planta de montaje de Valmet Automotive cuando vieron refrigerante goteando.
EL 2 de enero de 2012 Fisker anunció que la mayoría de los coches afectados por la llamada a taller por la batería de A123 ya estaban arreglados. A unos se les cambiaron las abrazaderas de los conductos de refrigeración y a otros se les cambió el paquete de baterías.
El 18 de agosto de 2012 Fisker anunció que llamaba a taller a unos 2400 Karmas para reparar una unidad de ventilación defectuosa que podría producir incendios.

## Huracán Sandy
El 29 de octubre de 2012 el huracán Sandy inundó el cargamento de 338 Karmas que habían sido descargados en el puerto de Port Newark, New Jersey. Tras estar sumergidos en agua salada de 150 a 240 cm durante varias horas la sal se quedó dentro de los componentes electrónicos. Tras la bajada de las aguas uno de los vehículos sufrió un cortocircuito en la unidad de control y se incendió. Los vientos huracanados extendieron el fuego a otros 15 vehículos. Fisker afirmó que la culpa no estuvo en las baterías de iones de litio. La compañía aseguradora XL Insurance America inicialmente se negó a pagar los 33 millones de USD y Fisker la demandó en el Tribunal Supremo de Nueva York. El caso se resolvió con un acuerdo extrajudicial.

## Propietarios notables
Es conocido por ser el coche de muchos famosos, por ejemplo: Justin Bieber, Frank Walker, Manny Fresh, Logan Henderson y Leonardo DiCaprio.
El 20 de septiembre de 2013 el guitarrista Carlos Santana se quedó dormido al volante de su Fisker Karma y chocó contra otros dos coches aparcados. El coche fue siniestro total. Nadie sufrió heridas.

## Similares

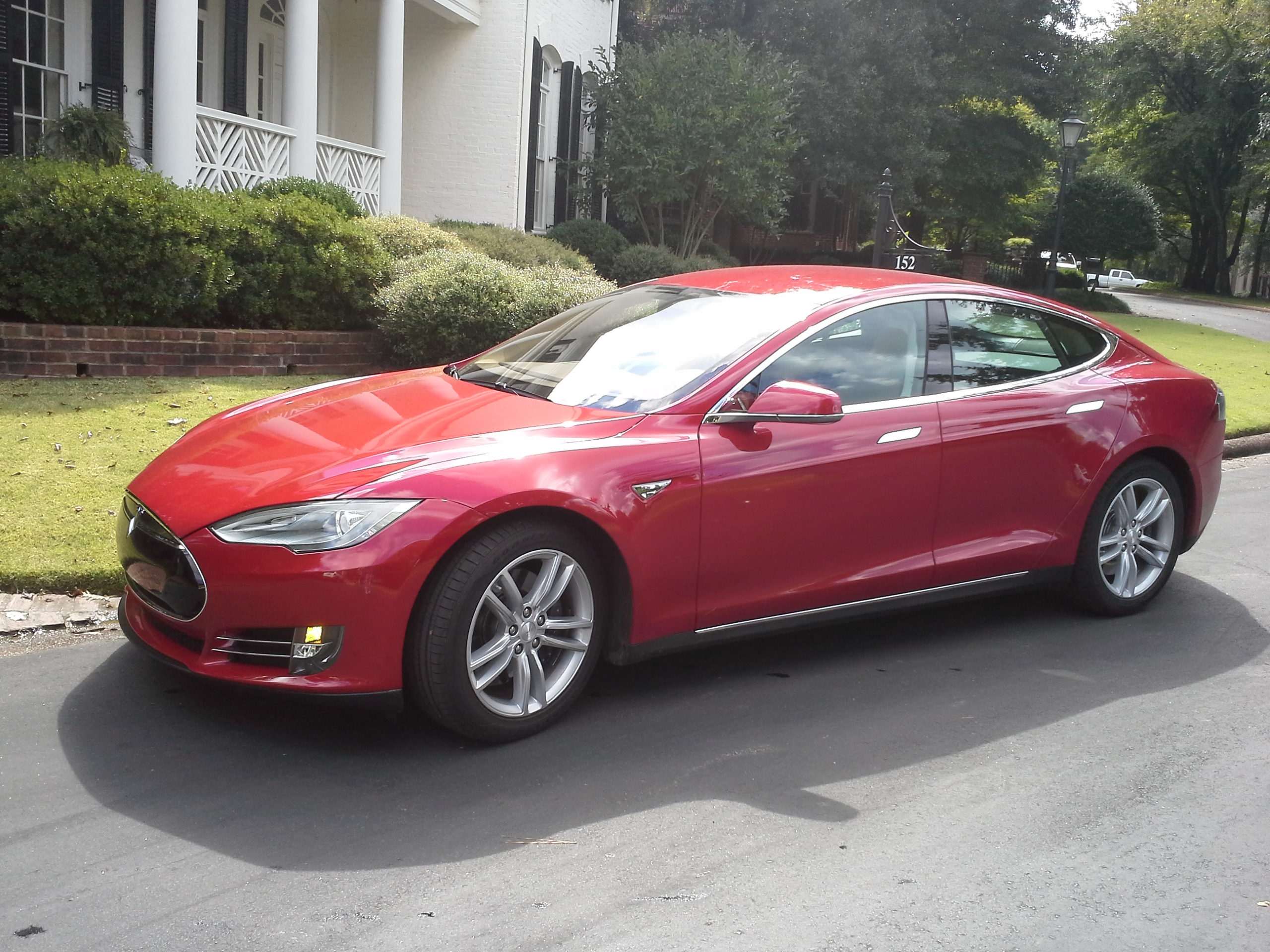
Tesla Model S.

Un modelo similar al Karma es el Tesla Model S.
|                                         | Fisker Karma | Tesla S 85 kWh Signature Performance |
| --------------------------------------- | ------------ | ------------------------------------ |
| Potencia (CV)                           | 326          | 416                                  |
| 0 a 97 km/h (segundos)                  | 6,3          | 4,2                                  |
| Autonomía (km)                          | 370          | 426                                  |
| Capacidad maletero (litros)             | 195          | 812                                  |
| Longitud (mm)                           | 4970         | 4976                                 |
| Ocupantes                               | 2+2          | 5+2 niños                            |
| Emisiones de CO2 (g/km)                 | 51           | 0                                    |
| Consumo mixto EPA equivalente (l/100km) | 4,5          | 2,64                                 |
| Coste anual medio combustible (USD)     | 1900         | 700                                  |
| Precio EE. UU. sin subvención (USD)     | 116 000 USD  | 105 400 USD                          |

## Galería

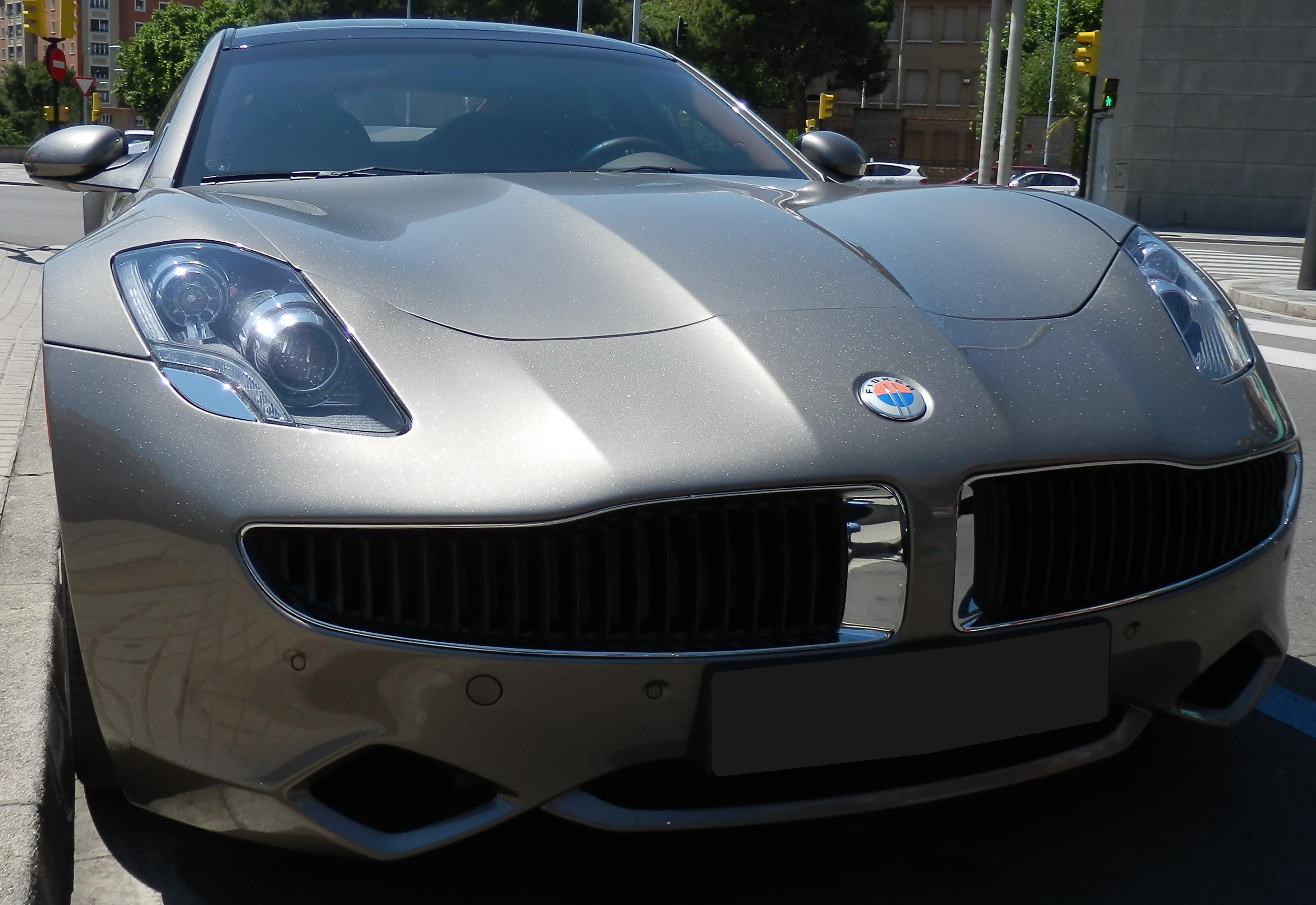
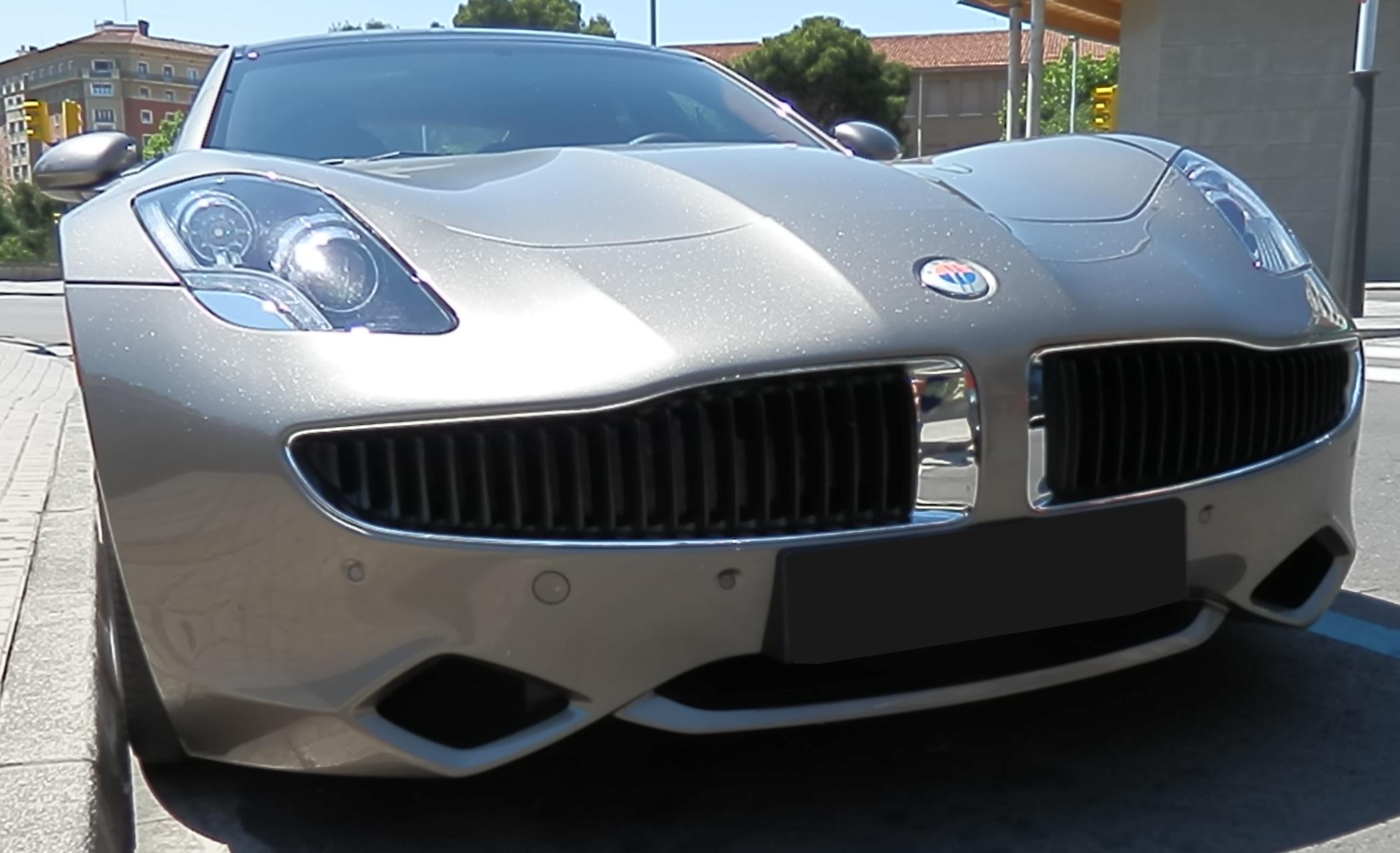
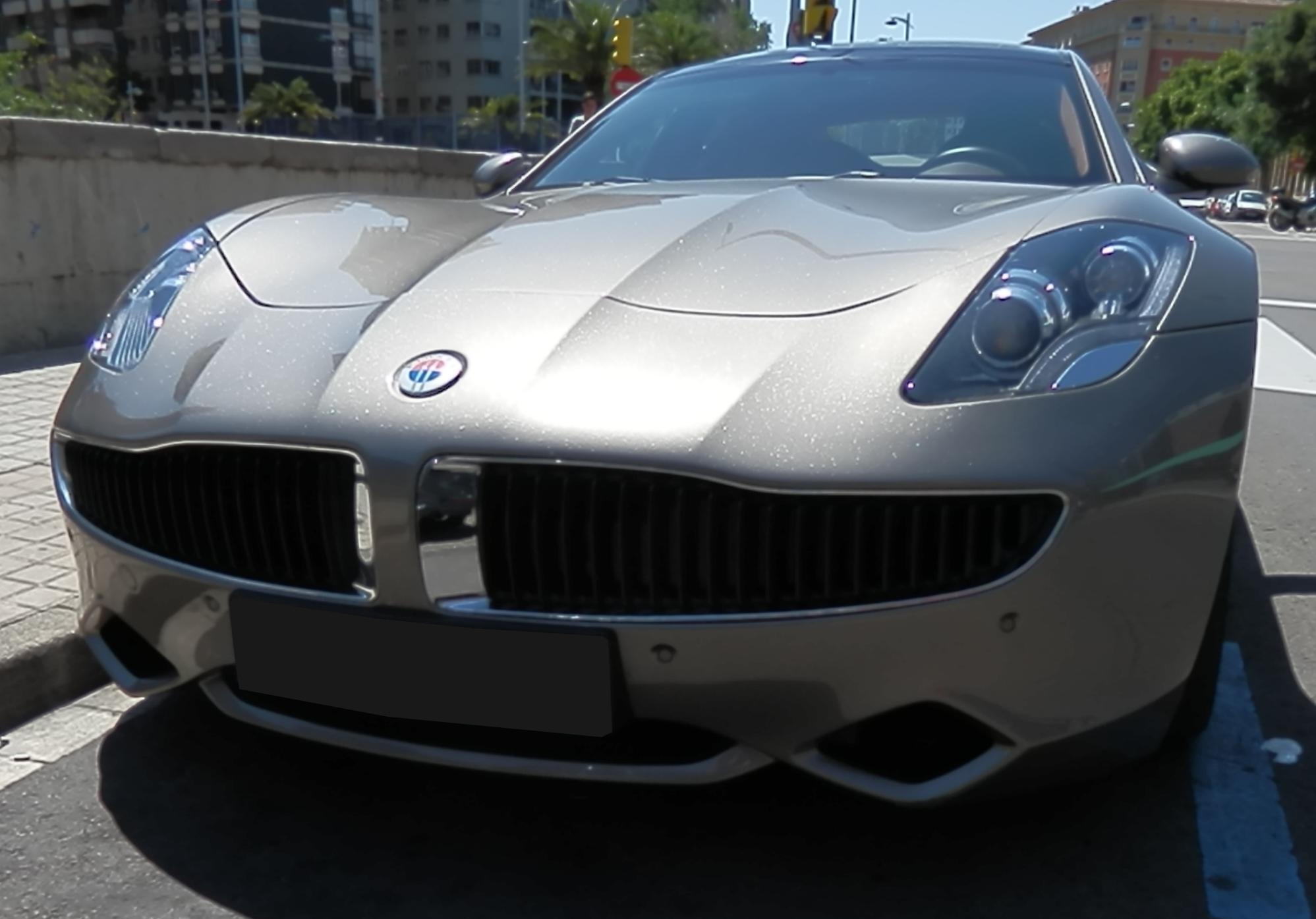
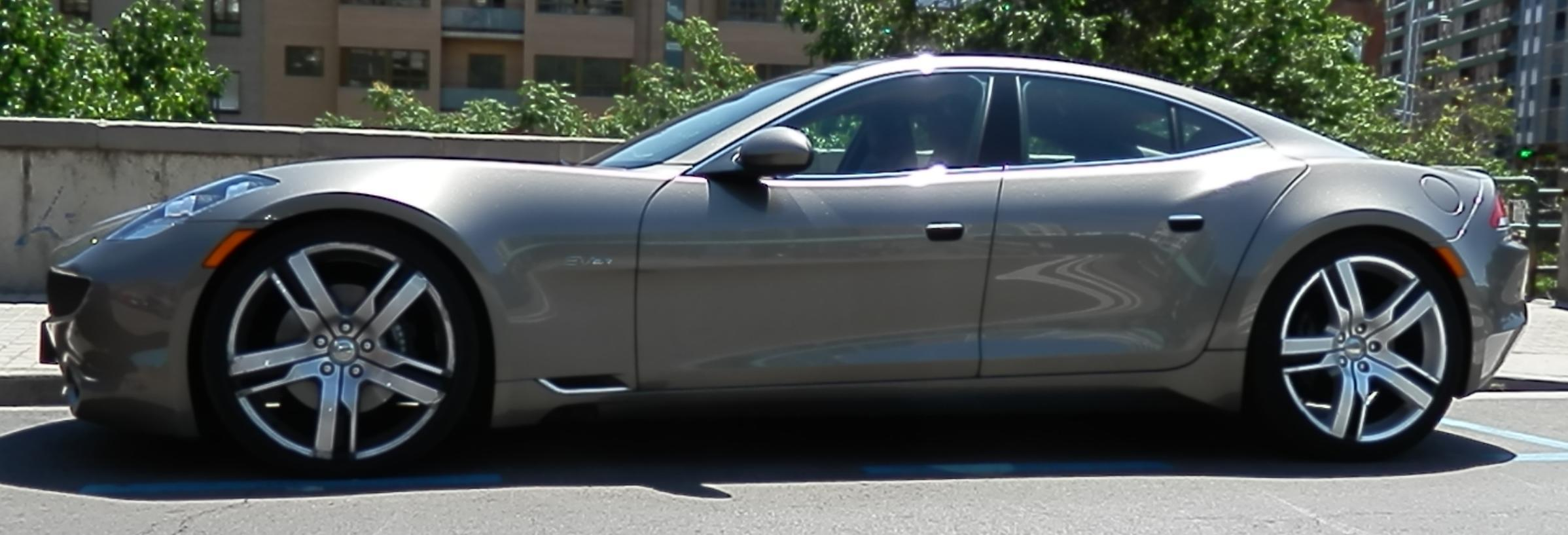
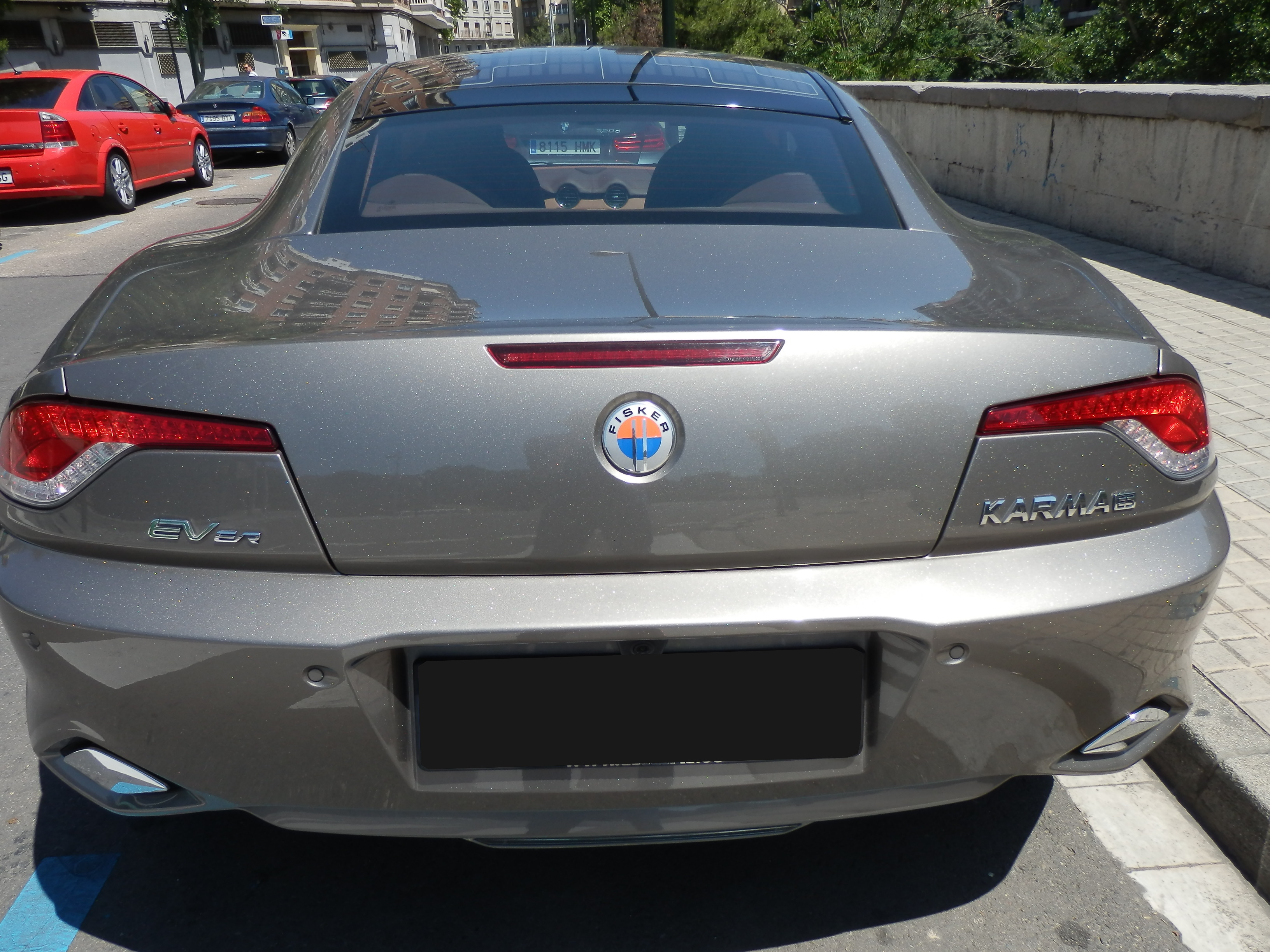
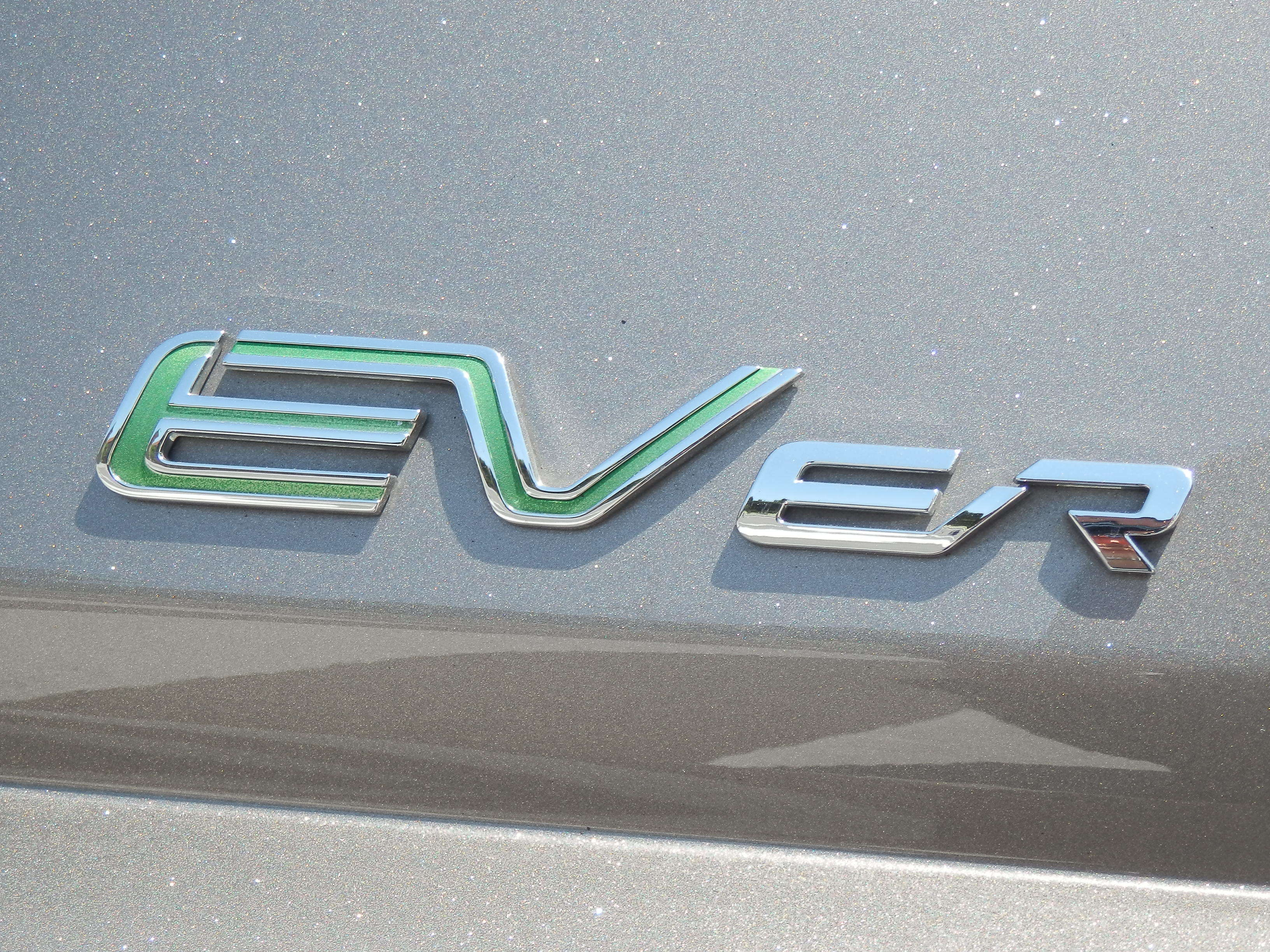
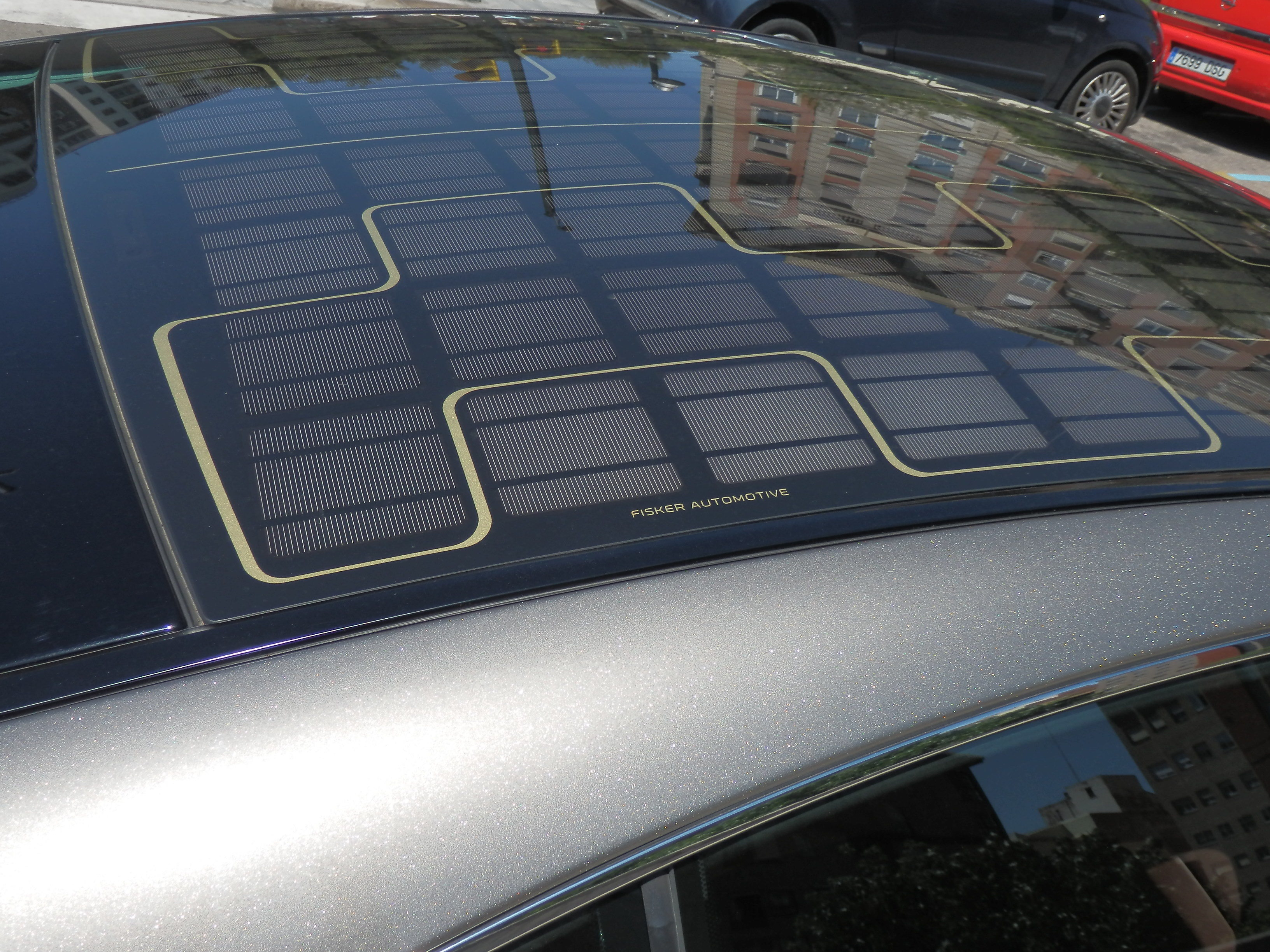
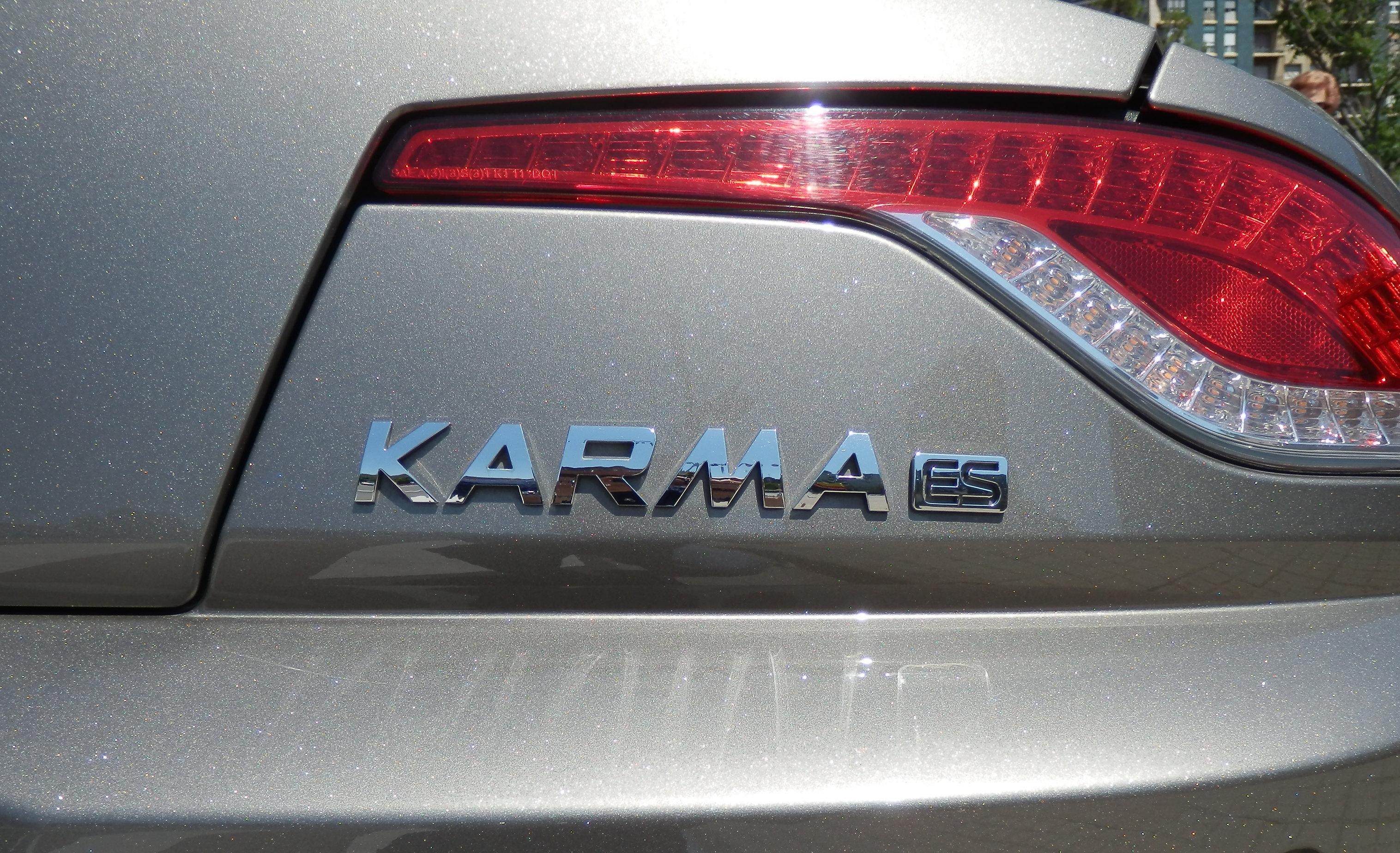
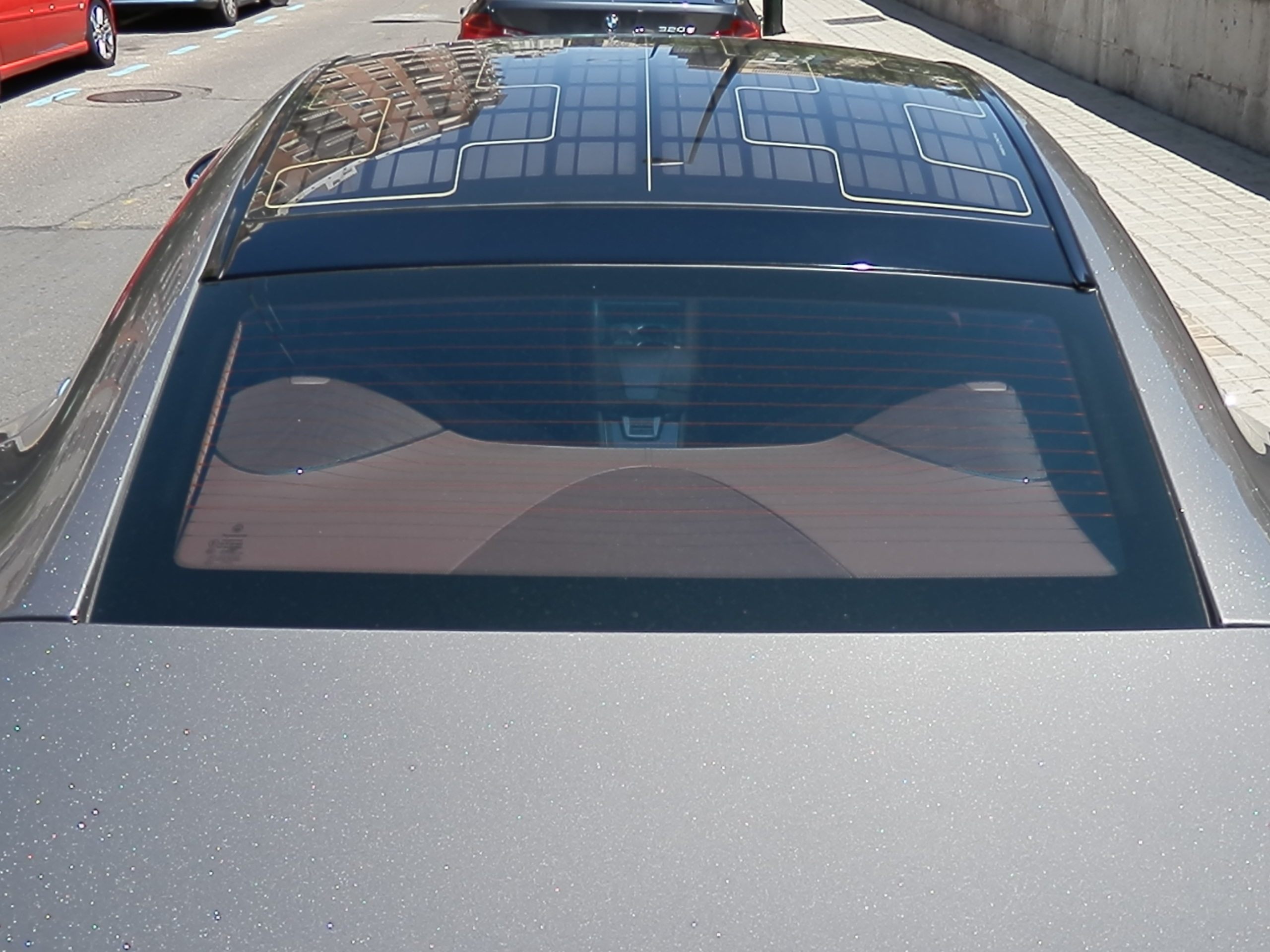
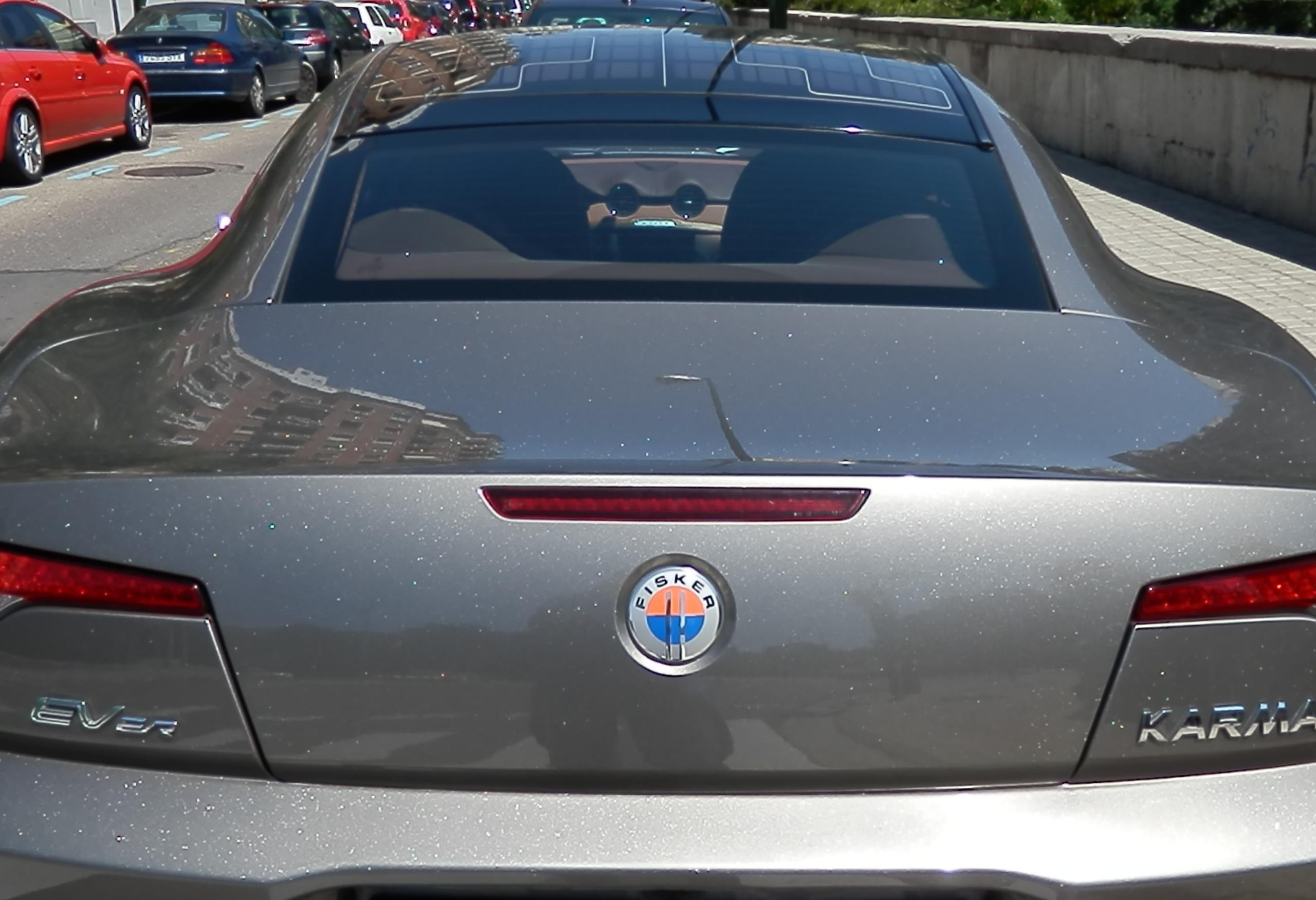
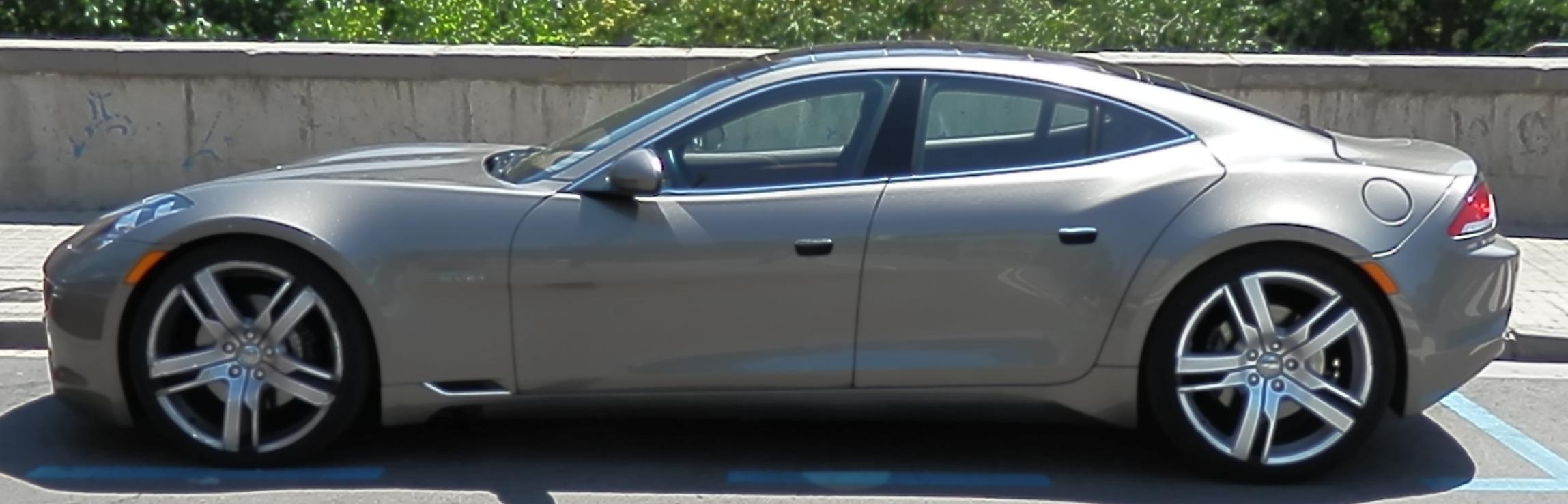